# Jan Gall
Jan Gall   (Varsòvia, 18 d'agost de 1856 - Lviv, 30 d'octubre de 1912), nom complet Jan Karol Gall, fou un compositor, director d' orquestra, professor i crític musical polonès ; conegut principalment com a autor de cançons solistes i corals.
Va començar el seus estudis musicals a l'Escola de la Societat de Música "Muza" de Cracòvia. Va continuar la seva formació musical amb Franz Krenn al Conservatori de Viena i a Múnic amb Rheinberger. Especialitzat en el cant que estudià a Milà amb el professor Lamperti, i en la composició d'obres corals, dirigí nombroses societats d'aquest gènere (1880 dirigia la Musikver a Lviv) i en el seu país on el 1886 era professor vocal al Conservatori de Cracòvia.
Deixà escrites més de 400 obres vocals, moltes d'elles d'elevada inspiració i gran efecte.